# Widdert
Widdert ist ein Stadtteil der Großstadt Solingen im Bergischen Land. Er befindet sich im Süden des Stadtbezirks Burg/Höhscheid.

## Geographie
Widdert liegt südlich von Höhscheid im Nordwesten der Bergischen Hochflächen südlich des Übergangs vom Ohligser Terrassenriedel zur Solinger Hochfläche. Der Kern des Ortes befindet sich auf etwa 180 bis 200 Metern über Normalhöhennull auf einem Höhenzug zwischen dem Weinsberger Bach im Norden, dem Schellberger Bach im Osten und der Wupper im Süden, die auch die Stadtgrenze zu Leichlingen bildet. Von dem Höhenzug aus fällt das Gelände terrassiert in die Bachtäler bzw. zur Wupper hin ab. Über den Höhenzug führt als Höhenrückenstraße die Börsen- bzw. Vockerter Straße, die Widdert mit Solingen-Mitte verbindet.:1
Widdert befindet sich abseits der überörtlich bedeutsamen Durchgangsstraßen und weist, umgeben von dünn besiedelten Wohnplätzen, bis heute eine überwiegend agrarische Nutzung auf. Die Grenzen des Ortes sind nicht genau definiert, in der Literatur werden neben den ursprünglichen Hofschaften Unten- und Obenwiddert vor allem Friedrichstal, Oben- und Untenrüden, Vormeiswinkel, Unten-, Mittel- und Obenfürkelt sowie Wippe als historisch zu Widdert gehörig genannt.:10
Ehemals einzeln gelegene Orte wie Böckersberg, Heide, Höfchen, Lache, Kulle und Rölscheid sind im 20. Jahrhundert mit dem Ortskern von Widdert zusammengewachsen und bilden daher inzwischen ein geschlossenes Widderter Ortsbild. Heute gehört Widdert als Teil von Höhscheid zum Stadtbezirk Burg/Höhscheid.

## Etymologie
Im Namen des Stadtteils spielt wie in vielen weiteren Ortsnamen im Bergischen Land die ursprünglich bewaldete Umgebung eine große Rolle. So deutet die Endung des erstmals als Widerode benannten Ortes auf die anfängliche Rodung des Gebietes hindeuten (siehe Rodungsname). 
Laut dem Heimatforscher Hans Brangs ist das Bestimmungswort wider von dem Wort witer abgeleitet, das Wald bedeutet. Zusammengesetzt kann der Ortsname also als Waldrodung gedeutet werden. Dem Mundartforscher Rudolf Picard zufolge war der Personenname Wido für die Namensgebung ursächlich. Bei dem Ortsnamen Widdert handelt es sich demnach um die Rodung des Wido.

## Geschichte

### Ursprünge bis 19. Jahrhundert

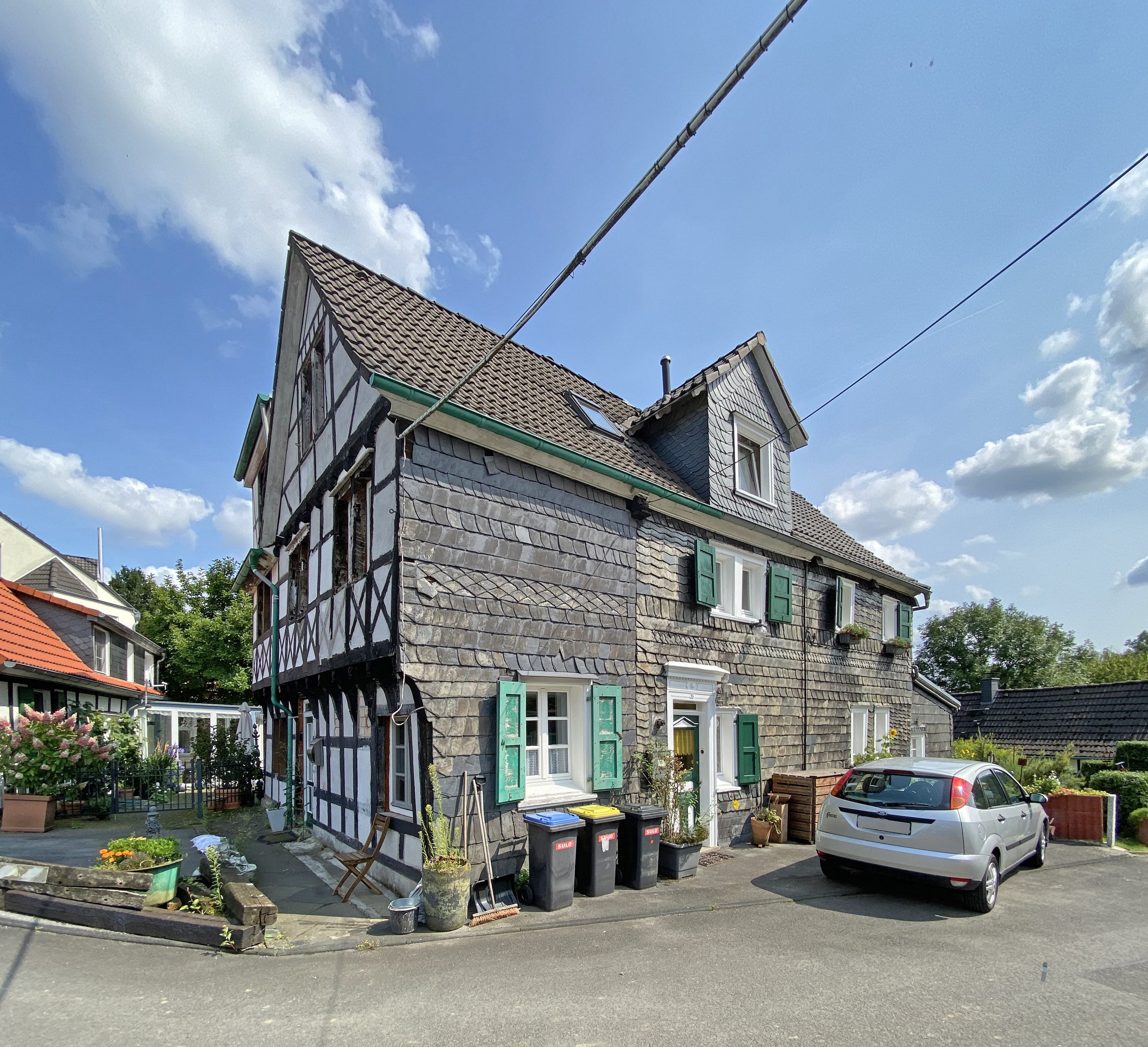
Wohnhaus in Obenwiddert, heute Heiler Straße

Das heutige Widdert geht auf zwei Einzelsiedlungen zurück, die ihre Ursprünge im 13. Jahrhundert haben: Oben- und Untenwiddert. Die urkundliche Ersterwähnung dieser Orte erfolgte als Widerode im Jahre 1218/31.:2 Im Jahre 1344 wird der Ort als Wydenrode erwähnt. Seit dem Mittelalter war die nach ihm benannte Honschaft Widdert eine der acht Honschaften im Kirchspiel und Gerichtsbezirk Solingen, also die unterste Verwaltungseinheit im ländlichen Raum. 
Nach Gründung der Mairien und späteren Bürgermeistereien Anfang des 19. Jahrhunderts gehörte Widdert zur Bürgermeisterei Höhscheid, die 1856 zur Stadt erhoben wurde. Die Bürgermeisterei wurde statt in Honschaften in Flure unterteilt, die einstige Honschaft Widdert bildete sodann die Flur IV Widdert der Bürgermeisterei Höhscheid.
Im Bezirk Widdert, der auch als Schleiferkolonie galt, befanden sich die meisten der Solinger Schleifkotten. Diese lagen vor allem an den Ufern des Wupperabschnitts bei Widdert sowie am Weinsberger Bach. In den Kotten (= kleine Werkstätten) wurden mithilfe der Wasserkraft in Arbeitsteilung Schneidwaren produziert, für die die Klingenstadt Solingen bis heute bekannt ist. Die Schleifer wohnten mit ihren Familien in den zu Widdert gehörenden, oben genannten Hofschaften. In manchen Orten, wie zum Beispiel Obenrüden, waren mehr als 90 Prozent der erwerbstätigen Bevölkerung als Schleifer tätig. Einige Familien besaßen zusätzlich noch Land, auf dem sie eine landwirtschaftliche Subsistenzwirtschaft betrieben.:9f.

### 20. Jahrhundert bis heute
Widdert blieb auch zu Beginn des 20. Jahrhunderts weiter Arbeits- und Wohnort vorwiegend von Schleifern, woran auch die Einführung der Dampfkraft und des Elektromotors nichts änderten. Bis weit nach dem Ersten Weltkrieg herrschte mit über 90 Prozent in Widdert die Heimarbeit vor, das heißt die Schneidwaren wurden nicht in Fabriken, sondern durch selbständige Schleifer in der eigenen Werkstatt oder in angemieteten Schleifplätzen zum Beispiel in Dampfschleifereien produziert.:9f. Eine solche Dampfschleiferei wurde 1888 auch in Widdert errichtet, die sogenannte Loos’n Maschinn von dem Höhscheider Beigeordneten und Landwirt Ernst Loos. 
Im Jahre 1929 wurde Widdert als Teil der Stadt Höhscheid mit den Städten Gräfrath, Wald und Ohligs in die neue Großstadt Solingen eingemeindet. Ab den 1920er Jahren setzte sich auch in Widdert die Industrialisierung durch, in Widdert selbst entstanden jedoch keine Fabriken, sondern diese siedelten sich am Rande der Solinger Innenstadt oder in anderen Stadtteilen an. Daher mussten die Widderter Arbeiter zunehmend in andere Stadtteile pendeln, um zur Arbeit zu gelangen. Die Verkehrsverbindung nach Widdert wurde auch aus diesem Grund 1926 spürbar verbessert, indem eine Straßenbahnlinie der Solinger Stadtbahn von Solingen nach Widdert eröffnet wurde. Die Straßenbahn wurde nach dem Zweiten Weltkrieg 1957 durch den Oberleitungsbus ersetzt, die damalige Linie 4 und heute Linie 684. 

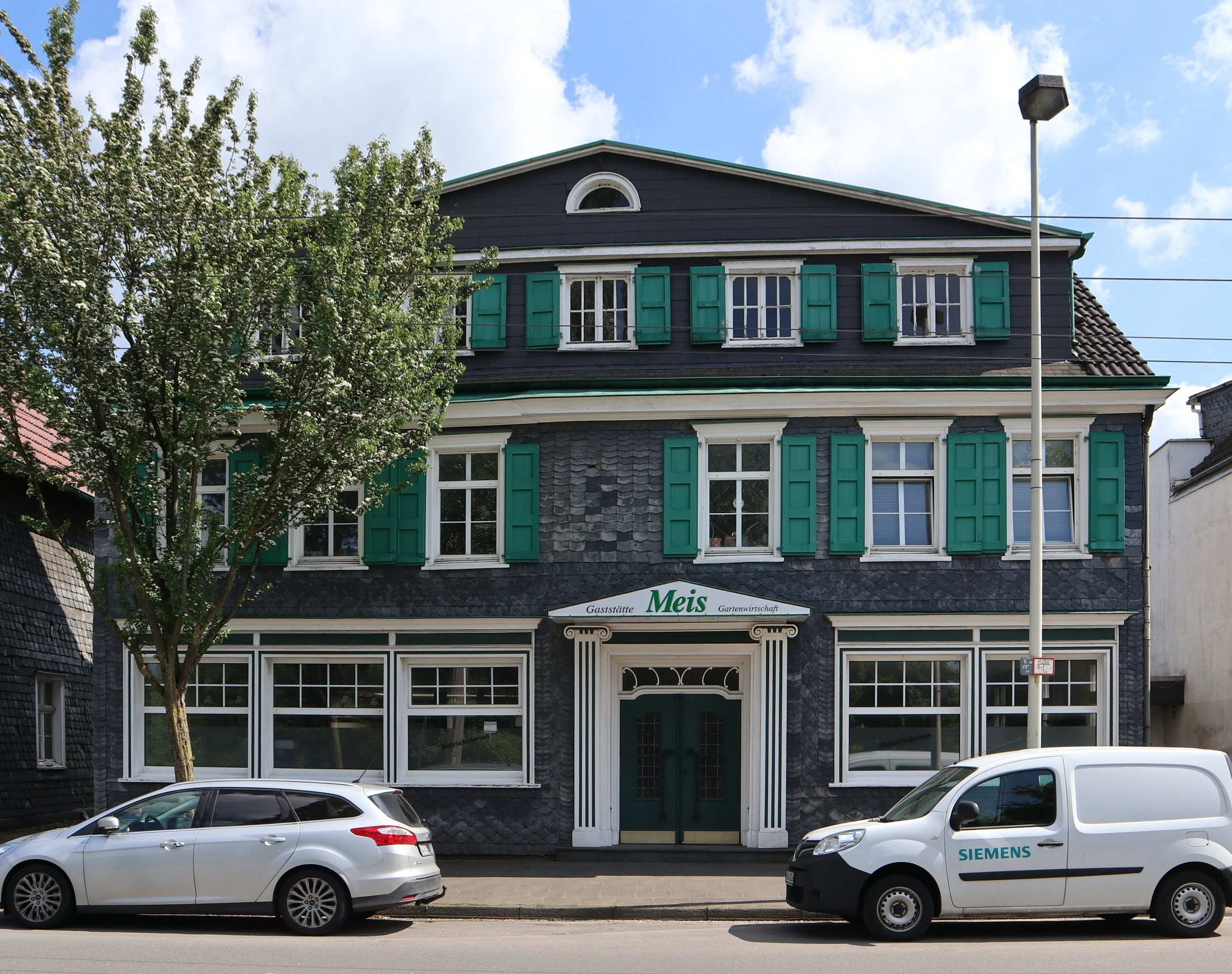
Die ehemalige Gaststätte Meis in Widdert

Die Freizeit spielte sich für Widderter Bürger vielfach in Vereinen ab, zum Beispiel in Arbeiter-, Turn- und Lesevereinen. Mittelpunkt des Vereinslebens waren die Im Widderter Ortskern an der Börsenstraße bereits früh entstandenen Gaststätten, Ausflugs- und Tanzlokale.:9f. Die in Widdert gelegene Gastronomie erfreute sich auch in der Nachkriegszeit in der Solinger Bevölkerung großer Beliebtheit. Nach jener Blütezeit in den 1950er und 1960er Jahren schlossen jedoch viele dieser Einrichtungen.
Im Jahre 2020 wurden Pläne bekannt, wonach ein Investor die ehemaligen Gaststätten Grah und Meis an der Börsenstraße abreißen und dort Mehrfamilienhäuser errichten lassen möchte.

## Verkehr und Infrastruktur

### Verkehr
Widdert befindet sich im Süden des Solinger Stadtgebiets ohne direkte Anbindung an das überörtliche Straßennetz. Einzig die Serpentinenstraße Odentaler Weg führt, als Landesstraße 427 klassifiziert, über Wüstenhof nach Leichlingen-Witzhelden. In Höhscheid besteht Anschluss an die Bundesstraße 229 in Richtung Aufderhöhe, Ohligs und Langenfeld und in Solingen-Mitte an die Bundesstraße 224 in Richtung Gräfrath und Wuppertal.  
Der Ort ist über die Oberleitungsbus-Line 684 an das Netz des Oberleitungsbusses Solingen der Stadtwerke Solingen angebunden. Von der Schule Widdert aus führt diese über den Graf-Wilhelm-Platz in Solingen-Mitte zur Hasseldelle. Außerdem verkehren in Widdert die Linie 697 nach Rüden und die Linie 252 nach Burscheid.

### Infrastruktur
Neben zwei Kindergärten befindet sich in Widdert eine Grundschule, die Grundschule Bünkenberg-Widdert, mit je einem Standort am Bünkenberg und in Obenwiddert. Im Ort gibt es eine evangelische Kirche sowie einen evangelischen Friedhof, außerdem mit St. Maria Königin auch eine katholische Kirche. Im Widderter Ortskern an der Börsenstraße gibt es mehrere Einzelhandelsgeschäfte, darunter auch ein SB-Center der Stadt-Sparkasse Solingen.

## Kultur und Sehenswürdigkeiten

### Loos’n Maschinn

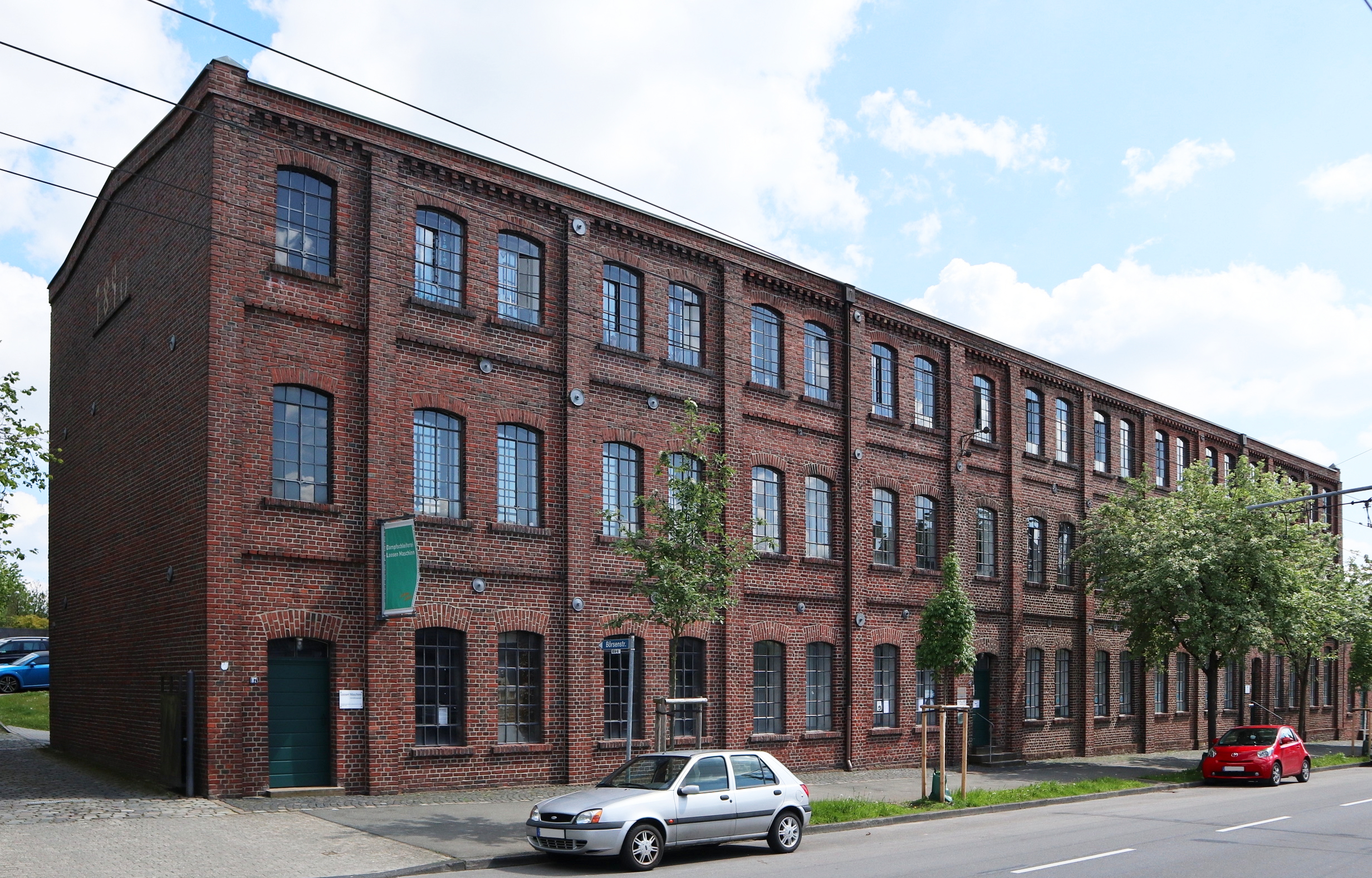
Loos’n Maschinn

In Widdert befindet sich die inzwischen als Industriemuseum betriebene ehemalige Dampfschleiferei Loos’n Maschinn. In dem Museum wird der Arbeitsalltag der Solinger Schleifer in der Zeit der Industrialisierung thematisiert. Der aus dem Jahr 1888 stammende Ziegelbau steht an der Börsenstraße und ist seit dem 8. August 1989 eingetragenes Baudenkmal. Das Museum wird in enger Zusammenarbeit mit dem LVR-Industriemuseum Solingen betrieben, das sich im Solinger Stadtteil Merscheid befindet.

### Wanderwege
Widdert und seine Umgebung sind durch mehrere Wanderwege erschlossen. So führt etwa der Klingenpfad als Rundweg durch Solingen am Rande des Ortes vorbei. Der Widderter Obstweg zeigt in mehreren Stationen rund um Rüden und Friedrichstal den heimischen Obstanbau. Im Frühsommer 2023 wurde der Lieferfrauenweg eröffnet, der auf 15,5 Kilometern das Gründer- und Technologiezentrum am Grünewald mit dem Wipperkotten verbindet. Auf den Spuren der Solinger Lieferfrauen führt die Strecke auch an Widdert vorbei.

## Persönlichkeiten
- Wilhelm Krabbe (1882–1961), Germanist, Musikwissenschaftler und Bibliothekar